# 부더케시

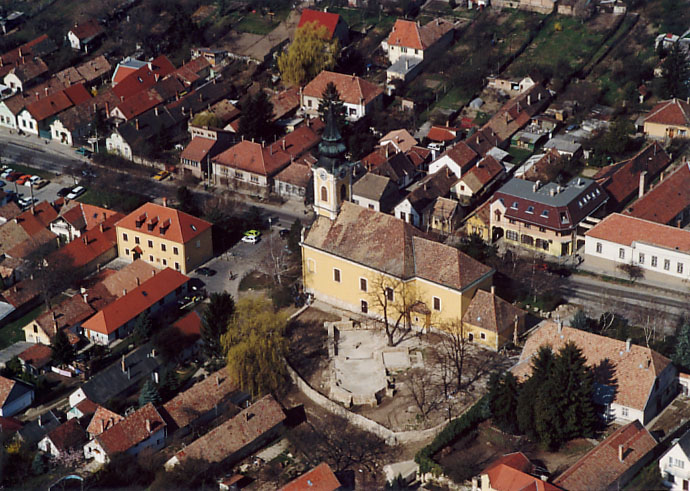
부더케시

부더케시(헝가리어: Budakeszi, 독일어: Wudigeß 부디게스[*])는 헝가리 페슈트주의 도시로 면적은 37.11km2, 인구는 13,590명(2007년 기준), 인구 밀도는 351.46명/km2이다.

시 문장

## 자매 도시
- 독일 네카르줄름
- 루마니아 토플리차